# Condado de Guadiana
El condado de Guadiana es un título nobiliario español creado por el rey Felipe V en 12 de junio de 1711 a favor de Lope Antonio de la Cueva y Chirino. Su nombre se refiere a Guadiana. El 1 de marzo de 1803, el rey Carlos IV le concedió la Grandeza de España.

## Condes de Guadiana

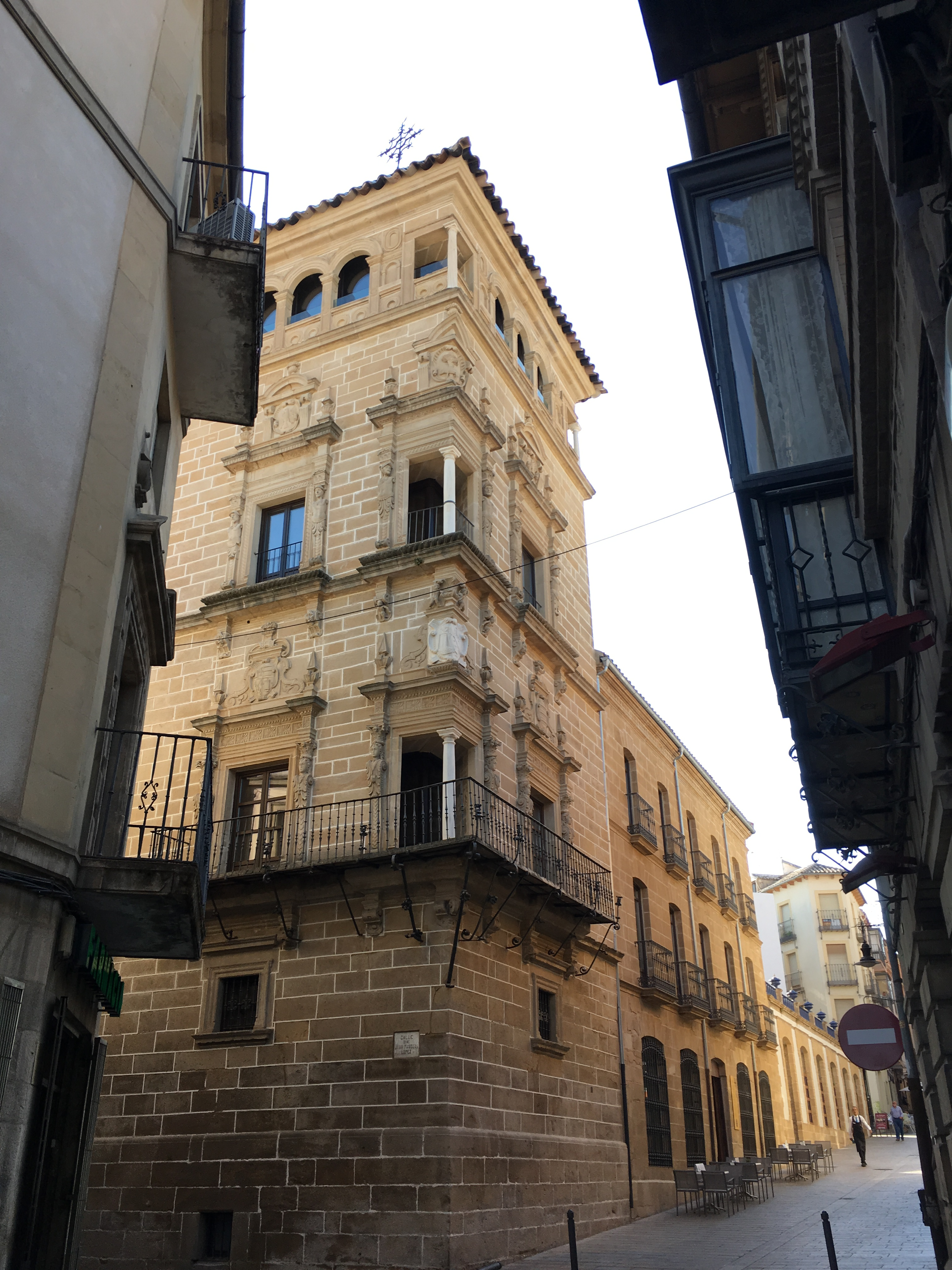
Palacio de los condes de Guadiana en Úbeda. Torre del en estilo manierista.

- Lope Antonio de la Cueva y Chirino  (m. 11 de abril de 1724), I conde de Guadiana. Se casó en primeras nupcias el 23 de noviembre de 1678 con Inés de la Cueva y en segundas, el 23 de enero de 1684 con Catalina de Piédrola. Le sucedió el hijo del segundo matrimonio;[1]

- Juan Luis de la Cueva y Piédrola (m. 1751), II conde de Guadiana, contrajo matrimonio con Catalina Ortega Porcel y Messía. Le sucedió su hijo;[1]

- José Joaquín de la Cueva y Ortega, III conde de Guadiana (m. 12 de diciembre de 1772), se casó el 27 de noviembre de 1742 con Rita Sánchez de Madrid y Baccaro (m. 1759) y después de enviudar volvió a casar el 2 de junio de 1764 con su cuñada Manuela Sánchez de Madrid y Baccaro (m. 1788). Le sucedió el hijo del primer matrimonio;[1]

- Juan Manuel de la Cueva y Sánchez de Madrid (m. 17 de mayo de 1774), IV conde de Guadiana. Le sucedió su hermano;[1]

- José Francisco de la Cueva y Sánchez de Madrid (m. 2 de septiembre de 1809), V conde de Guadiana. Se casó el 12 de febrero de 1775 con María Ángeles Sweerts Fonseca. Le sucedió su hijo;[1]

- José María de la Cueva y Sweerts (m. 23 de julio de 1885), VI conde de Guadiana. Contrajo matrimonio el 7 de diciembre de 1817 con María Concepción de Almera y Argumosa; le sucedió su hermano;[1]

- Joaquín Trinidad de la Cueva y Sweerts (m. 23 de octubre de 1866), VII conde de Guadiana.  Se casó el 28 de agosto de 1827 con María Pilar Ramona Guajardo Fajardo y Venegas.  Le sucedió una pariente de una rama colateral;[1]

- María Josefa Dávila Ponce de León y Cea (m. 2 de noviembre de 1852), VIII condesa de Guadiana. Solicitó la rehabilitación del título en 1901.  Se casó en primeras nupcias el 21 de abril de 1859 con Manuel Cabeza de Vaca y Morales, conde de Catres (m. 23 de mayo de 1878).  Contrajo un segundo matrimonio el 23 de agosto de 1882 con Joaquín Valera y Aceituno, ministro plenipotenciario (m. 17 de febrero de 1899).  Volvió a casar el 3 de abril de 1902 con Enrique Leguina y Vidal (m. 1924), barón de la Vega de la Hoz y senador. Le sucedió su sobrino;[1]

- Emilio Dávila Ponce de León y Pérez del Pulgar (m. 1952), IX conde de Guadiana. Se casó el 8 de octubre de 1901 con Emilia Benito de Blanes y Zayas. Le sucedió su hijo;[1]

- Luis Davila Ponce de León y Benito de Blanes, X conde de Guadiana.[2] Contrajo matrimonio con María Encarnación Coello de Portugal  y Contreras.  Le sucedió un pariente de una rama colateral;[1]

- Rafael Fernández de Bobadilla y Mantilla de los Ríos (m. 29 de abril de 1992), XI conde de Guadiana.[3] Se casó el 23 de mayo de 1942 con María Teresa Álvarez de Espejo y Esteban. Le sucedió su hija;[1]

- María del Carmen Fernández de Bobadilla y Álvarez de Espejo, XII condesa de Guadiana, casada el 12 de septiembre de 1975 con Juan Manuel Fernández López.[1][4] Sucedió, por cesión, su hermano:

- Rafael Fernández de Bobadilla y Álvarez de Espejo, XIII conde de Guadiana.[5]